# Gelana
Gelana est un woreda de la zone Ouest Guji de la région Oromia, en Éthiopie. Il reprend la partie sud de l'ancien woreda Gelana Abaya. Son centre administratif est Tore.
Rattaché à la zone Borena jusqu'à la création de la zone Ouest Guji, le woreda Gelana a 71 369 habitants en 2007.
En 2022, sa population est estimée à 102 141 personnes avec une densité de population de 75 personnes par km2 et 1 369 km2 de superficie.
Dans la zone Ouest Guji de la région Oromia, il est bordé au nord par Abaya et au sud par Bule Hora.
Doublement limitrophe de la région des nations, nationalités et peuples du Sud, il est bordé par la zone Gamo et le woreda spécial Amaro à l'ouest, et par la zone Gedeo à l'est.
Au recensement national de 2007, la majorité (77 %) des habitants du woreda sont protestants, 16 % sont de religions traditionnelles africaines, 4 % sont orthodoxes, 2 % sont musulmans et 1 % sont catholiques.
Avec 3 502 habitants en 2007, Tore est la seule localité urbaine du woreda.